# معركة يوتلاند

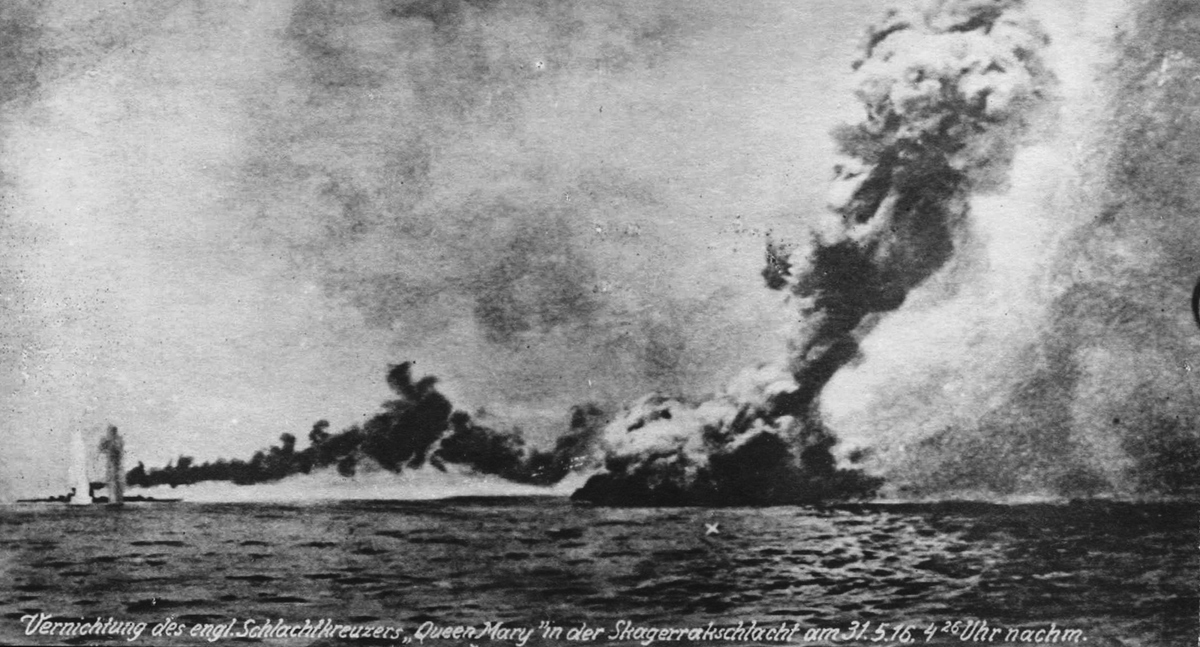
انفجار البارجة "كوين ماري" البريطانية في الحرب العالمية الأولى في معركة يُتلَند البحرية.

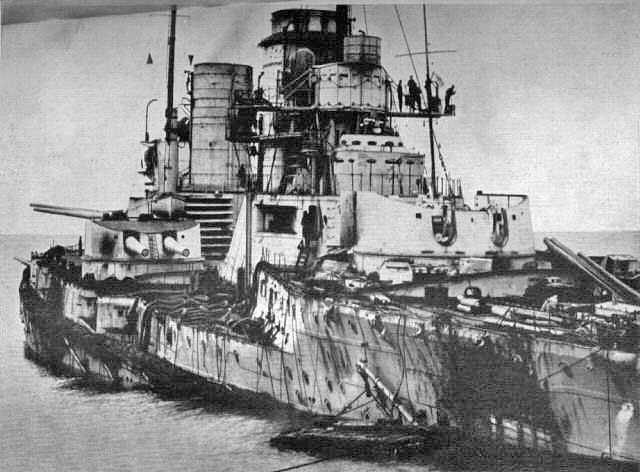
البارجة الألمانية سدليتز بعد أن ضربت بـ 21 قذيفة ثقيلة وطوربيد

معركة يُتلَند أو يوتلاند (بالإنجليزية: Battle of Jutland)‏ هي أكبر المعارك البحرية في الحرب العالمية الأولى ، وقعت في 31 مايو 1916 بين الأسطول البريطاني والألماني بالقرب من الدنمارك في بحر الشمال. وتعتبر المعركة البحرية الوحيدة التي شاركت بها البوارج الحربية في الحرب العالمية الأولى.
على الرغم من تكبّد القوات البريطانية لخسائر فادحة بلغت 6,000 جندي و 177 أسيرا ودمّرت 14 سفينة حربية من الأسطول ؛ إلا أنها استطاعت إجبار الأسطول الألماني على التراجع. ولكن دون تحقيق نتيجة حاسمة خسر الألمان 2,500 قتيلا و 14 سفينة حربية وحققت المعركة للبريطانيين هيمنة على بحر الشمال .